# ال‌سی پرو
ال‌سی پرو (به انگلیسی: LC Perú) یک شرکت هواپیمایی با کد یاتا W4 است که در ۱۹۹۳ میلادی تأسیس شده‌است. دفتر مرکزی ال‌سی پرو در لیما، پرو واقع شده‌است و قطب این شرکت هواپیمایی در فرودگاه بین‌المللی خورخه چاوز قرار دارد و به ۱۰ مقصد، پرواز انجام می‌دهد.